# Koray Avcı
Koray Avcı, född 19 maj 1979 i Izmit i Turkiet, är en turkisk fotbollsspelare som spelar i Şanlıurfaspor som mittfältare.